# Myriopteris
Myriopteris, rod papratnjača iz potporodice Cheilanthoideae, dio porodice bujadovki (Pteridaceae), raširen od Sjeverne Amerike do Čilea. Postoje 42 vrste i dva hibrida, većina je u Meksiku

## Vrste
1. Myriopteris aemula (Maxon) Grusz & Windham
2. Myriopteris alabamensis (Buckley) Grusz & Windham
3. Myriopteris allosuroides (Mett.) Grusz & Windham
4. Myriopteris aurea (Poir.) Grusz & Windham
5. Myriopteris chipinquensis (Knobloch & Lellinger) Grusz & Windham
6. Myriopteris cinnamomea (Baker) Grusz & Windham
7. Myriopteris clevelandii (D. C. Eaton) Grusz & Windham
8. Myriopteris cooperae (D. C. Eaton) Grusz & Windham
9. Myriopteris covillei (Maxon) Á. Löve & D. Löve
10. Myriopteris cucullans (Fée) Grusz & Windham
11. Myriopteris fendleri (Hook.) E. Fourn.
12. Myriopteris fimbriata (A. R. Sm.) Grusz & Windham
13. Myriopteris gracilis Fée
14. Myriopteris gracillima (D. C. Eaton) J. Sm.
15. Myriopteris intertexta (Maxon) Grusz & Windham
16. Myriopteris jamaicensis (Maxon) Grusz & Windham
17. Myriopteris lanosa (Michx.) Grusz & Windham
18. Myriopteris lendigera (Cav.) J. Sm.
19. Myriopteris lindheimeri (Hook.) J. Sm.
20. Myriopteris longipila (Baker) Grusz & Windham
21. Myriopteris marsupianthes Fée
22. Myriopteris maxoniana (Mickel) Grusz & Windham
23. Myriopteris mexicana (Davenp.) Grusz & Windham
24. Myriopteris mickelii (T. Reeves) Grusz & Windham
25. Myriopteris microphylla (Sw.) Grusz & Windham
26. Myriopteris moritziana (Kunze) Grusz & Windham
27. Myriopteris myriophylla (Desv.) J. Sm.
28. Myriopteris newberryi (D. C. Eaton) Grusz & Windham
29. Myriopteris notholaenoides (Desv.) Grusz & Windham
30. Myriopteris parryi (D. C. Eaton) Grusz & Windham
31. Myriopteris peninsularis (Maxon) Grusz & Windham
32. Myriopteris pringlei (Davenp.) Grusz & Windham
33. Myriopteris rawsonii (Mett. ex Kuhn) Grusz & Windham
34. Myriopteris rufa Fée
35. Myriopteris scabra (C. Chr.) Grusz & Windham
36. Myriopteris tomentosa (Link) Fée
37. Myriopteris viscida (Davenp.) Grusz & Windham
38. Myriopteris windhamii Grusz
39. Myriopteris wootonii (Maxon) Grusz & Windham
40. Myriopteris wrightii (Hook.) Grusz & Windham
41. Myriopteris yatskievychiana (Mickel) Grusz & Windham
42. Myriopteris yavapensis (T. Reeves ex Windham) Grusz & Windham
43. Myriopteris × fibrillosa (Davenp.) Grusz & Windham
44. Myriopteris × parishii (Davenp.) Grusz & Windham

## Sinonimi
- Pomatophytum Jones
- Eriochosma J.Sm.
- Cheilosoria Trevis.